# Resolució 548 del Consell de Seguretat de les Nacions Unides
La Resolució 548 del Consell de Seguretat de les Nacions Unides, aprovada el 24 de febrer de 1984 després d'examinar l'aplicació de Brunei Darussalam per a ser membre de les Nacions Unides, el Consell va recomanar a l'Assemblea general que Brunei fos admesa.